# 21187 Setsuo
21187 Setsuo è un asteroide della fascia principale. Scoperto nel 1994, presenta un'orbita caratterizzata da un semiasse maggiore pari a 2,3639759 au e da un'eccentricità di 0,1077052, inclinata di 12,06266° rispetto all'eclittica.